# François Cacault
Pour les articles homonymes, voir Cacault.
François Cacault, né le 10 février 1743 à Nantes et mort le 10 octobre 1805 à Clisson, est un diplomate et homme politique français.

## Biographie
Fils d'un maître-faïencier, ingénieur-voyer et auteur du plan de Nantes de 1755 qui servit de base aux plans d'embellissement de la ville, François Cacault commence sa carrière dans l'enseignement à l'École militaire de Paris où il est nommé, en 1764, professeur de fortifications, et en 1766, inspecteur des études. 
Il démissionne en 1769 et doit s'expatrier à la suite d'un duel.  
Il voyage ensuite à travers l'Europe et fréquente les milieux artistiques et littéraires. Il devient en 1775 secrétaire du maréchal d'Aubeterre, gouverneur de Bretagne, et le suit en Italie en 1785. Cette année-là, il entre dans la carrière diplomatique comme secrétaire d'ambassade de Talleyrand alors ambassadeur près la Cour des Deux-Siciles à Naples. 
En 1788 et 1791, il assume les fonctions de chargé d'affaires. Il est alors rappelé en France en raison de ses relations avec les émigrés. En 1793, il est envoyé à nouveau en mission, auprès du Pape. Il doit, à la suite des émeutes de 1793, vendre les biens des fondations françaises à Rome, assurer la fermeture de l'Académie de France à Rome et rapatrier les artistes français.
Il réussit en 1793 à détacher la Toscane de la coalition européenne. Il fut le second signataire français du traité de Tolentino le 10 février 1797, au côté de Bonaparte en tant que le chargé d’affaires de France en Italie.

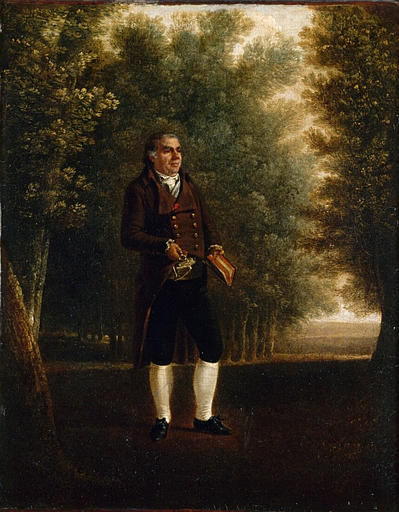
Portrait de François Cacault, par François Sablet.

Le 27 germinal an VI, il est élu député de la Loire-Inférieure au Conseil des Cinq-Cents. Après le coup d'État du 18 brumaire, il se rallie à Napoléon et entre, le 4 nivôse an VIII, au Corps législatif comme député de la Loire-Inférieure. Il est ensuite un des négociateurs du Concordat de 1801. De l’an IX à l’an XI, il fut ministre plénipotentiaire de France à Rome. Il sera ensuite nommé au Sénat conservateur le 6 germinal an XII. 
Ami des lettres et des arts, il avait traduit plusieurs ouvrages allemands.
Durant son séjour en Italie, François Cacault achète plus d'un millier de peintures et plus de cinq mille estampes, représentatives de l'art occidental de la fin du XIIIe au début du XIXe siècle. 
La constitution de cette collection, qui compte aussi des sculptures, a bénéficié de circonstances très favorables : conseils probables du peintre Jean-Baptiste Wicar, lui-même collectionneur ; présence sur le marché, et notamment chez le brocanteur Corazetto de la place Navone, d'œuvres saisies dans les églises et couvents ; suppression, de 1798 à 1802, d'une loi d'immobilisation des œuvres d'art dans les États pontificaux.
Pour la présentation de cette collection, Cacault et son frère Pierre, qui ont retenu Clisson comme lieu de séjour dès 1796, y fondent un musée situé à côte du presbytère de la Madeleine, dont la vocation est de contribuer à la diffusion du goût et de la beauté et de favoriser l'étude. Ce « musée-école » naît d'une passion pour l'art et témoigne du contexte politique qui affirme la volonté de rendre accessibles à tous les chefs-d'œuvre de l'art, dans un idéal d'éducation artistique.
Un tableau allégorique intitulé La Justice et la Paix s'embrassant par Jacob de Backer, ayant fait partie des collections Cacault à Nantes, du baron Lemot au château de La Garenne à Clisson, puis Lunot, a figuré à la "vente de la collection d'un grand amateur français" par la maison Sotheby's à Londres le 7/12/2000 (reprod. coul. n°29 du catalogue).
Les papiers personnels de François Cacault sont conservés aux Archives nationales sous la cote 165AP .

## Hommages
- Rue Cacault, à Nantes

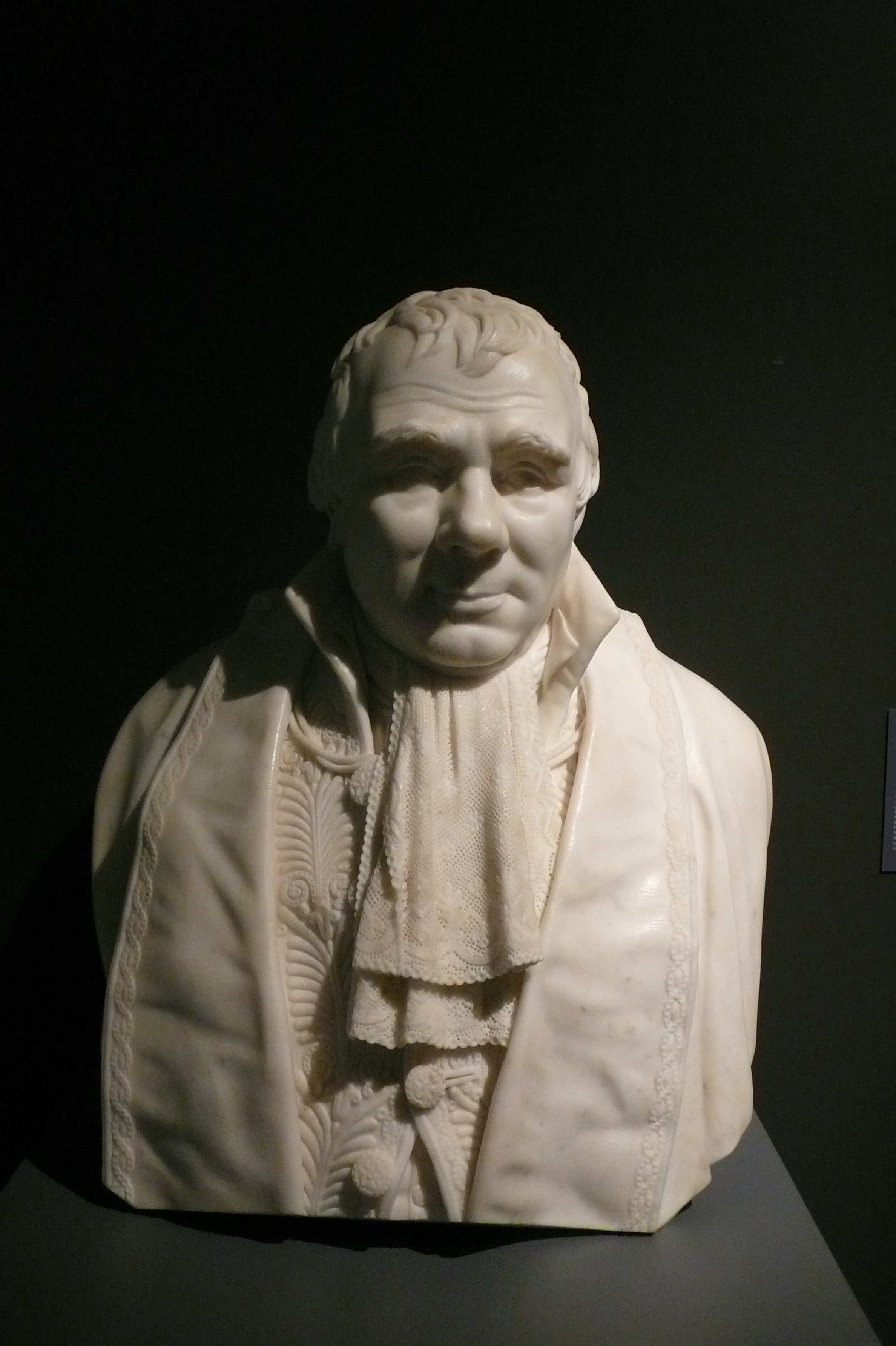
Buste de François Cacault.

## Sources et références
Cet article comprend des extraits du Dictionnaire Bouillet. Il est possible de supprimer cette indication, si le texte reflète le savoir actuel sur ce thème, si les sources sont citées, s'il satisfait aux exigences linguistiques actuelles et s'il ne contient pas de propos qui vont à l'encontre des règles de neutralité de Wikipédia.
1. ↑  « https://www.siv.archives-nationales.culture.gouv.fr/siv/POG/FRAN_POG_05/p-a3fl0uieg-14754xhgm1xlg »
2. ↑  La Notice historique sur le musée de peinture de Nantes d'après des documents officiels et inédit sur Google Livres précise que de nombreuses biographies générales donnent par erreur la date du 1er octobre.
3. ↑  Traité de Tolentino sur le site des Archives Vaticanes
4. ↑   sur le site de la ville de Clisson
5. ↑  Voir la notice dans la salle des inventaires virtuelle des Archives nationales